# Kiefer Sherwood
Kiefer Sherwood, född 31 mars 1995, är en amerikansk professionell ishockeyforward som spelar för Vancouver Canucks i National Hockey League (NHL). Han har tidigare spelat för Anaheim Ducks, Colorado Avalanche och Nashville Predators i NHL.
Sherwood blev aldrig draftad.

## Statistik

### Klubbkarriär
| 2010–11    | Ohio Blue Jackets 16U AAA | T1EHL      | 37  | 13 | 11 | 24 | 18  | —  | — | — | —  | —  |
| 2011–12    | Ohio Blue Jackets 16U AAA | T1EHL      | 40  | 27 | 23 | 50 | 16  | —  | — | — | —  | —  |
| 2012–13    | Ohio Blue Jackets 18U AAA | T1EHL      | 34  | 28 | 19 | 47 | 10  | —  | — | — | —  | —  |
| 2012–13    | U.S NTDP Juniors          | USHL       | 2   | 0  | 0  | 0  | 0   | —  | — | — | —  | —  |
| 2012–13    | U.S. NTDP U18             | USDP       | 4   | 0  | 0  | 0  | 0   | —  | — | — | —  | —  |
| 2012–13    | Youngstown Phantoms       | USHL       | 9   | 0  | 2  | 2  | 4   | —  | — | — | —  | —  |
| 2013–14    | Youngstown Phantoms       | USHL       | 55  | 13 | 19 | 32 | 31  | —  | — | — | —  | —  |
| 2014–15    | Youngstown Phantoms       | USHL       | 60  | 29 | 27 | 56 | 26  | 4  | 1 | 1 | 2  | 14 |
| 2015–16    | Miami University          | NCHC       | 34  | 11 | 7  | 18 | 8   | —  | — | — | —  | —  |
| 2016–17    | Miami University          | NCHC       | 36  | 14 | 24 | 38 | 20  | —  | — | — | —  | —  |
| 2017–18    | Miami University          | NCHC       | 36  | 9  | 21 | 30 | 24  | —  | — | — | —  | —  |
| 2017–18    | San Diego Gulls           | AHL        | 11  | 2  | 0  | 2  | 0   | —  | — | — | —  | —  |
| 2018–19    | Anaheim Ducks             | NHL        | 50  | 6  | 6  | 12 | 8   | —  | — | — | —  | —  |
| 2018–19    | San Diego Gulls           | AHL        | 29  | 6  | 12 | 18 | 12  | 16 | 4 | 4 | 8  | 20 |
| 2019–20    | San Diego Gulls           | AHL        | 37  | 16 | 7  | 23 | 8   | —  | — | — | —  | —  |
| 2019–20    | Anaheim Ducks             | NHL        | 10  | 0  | 1  | 1  | 6   | —  | — | — | —  | —  |
| 2020–21    | Colorado Avalanche        | NHL        | 16  | 0  | 3  | 3  | 0   | 2  | 0 | 1 | 1  | 0  |
| 2020–21    | Colorado Eagles           | AHL        | 10  | 10 | 6  | 16 | 8   | —  | — | — | —  | —  |
| 2021–22    | Colorado Eagles           | AHL        | 57  | 36 | 39 | 75 | 34  | 8  | 4 | 6 | 10 | 17 |
| 2021–22    | Colorado Avalanche        | NHL        | 11  | 1  | 1  | 2  | 0   | —  | — | — | —  | —  |
| 2022–23    | Nashville Predators       | NHL        | 32  | 7  | 6  | 13 | 30  | —  | — | — | —  | —  |
| 2022–23    | Milwaukee Admirals        | AHL        | 42  | 22 | 16 | 38 | 22  | 14 | 4 | 7 | 11 | 14 |
| 2023–24    | Nashville Predators       | NHL        | 68  | 10 | 17 | 27 | 41  | 6  | 1 | 0 | 1  | 0  |
| 2024–25    | Vancouver Canucks         | NHL        | 78  | 19 | 21 | 40 | 35  | —  | — | — | —  | —  |
| NHL totalt | NHL totalt                | NHL totalt | 265 | 43 | 55 | 98 | 120 | 8  | 1 | 1 | 2  | 0  |